# Laurence Delasaux
Laurence Delasaux, né le 31 mai 1985 à Kingston upon Hull, est un joueur professionnel de squash représentant l'Angleterre. Il atteint, en octobre 2010, la 65e place mondiale sur le circuit international, son meilleur classement

## Biographie
Il est champion d'Europe junior en 2004
. Après sa carrière de joueur, il devient en 2012 entraîneur à Toronto
.

## Palmarès

### Titres
- Championnats d'Europe junior : 2004